# Medea (1797)
La Medea fue una fragata de la Real Armada Española de 40 cañones, protagonista de la Batalla del Cabo de Santa María (1804). Fue capturada por la Royal Navy, donde sirvió bajo bandera británica con el nombre de HMS Iphigenia hasta 1805 y con el de HMS Imperieuse hasta 1838.

## Historia
Del a clase Flora, fue proyectada por el ingeniero Julián Martín de Retamosa (Cartagena, 1745 - Madrid 1827), y construida en el astillero de Ferrol y botada el 9 de marzo de 1797.
El 9 de diciembre de ese año arribó al Apostadero de Montevideo para escoltar en su viaje a la península los caudales y a Francisco Gil de Taboada, virrey del Perú hasta 1796. El 11 de enero de 1798 dejó Montevideo escoltando a las fragatas Santa Florentina y Santa Clara y el 31 de marzo arribó a La Coruña.
El 12 de julio zarpó de Ferrol en división con las fragatas Santa Clara y Esmeralda para transportar pertrechos y tropas de las islas Canarias, Puerto Rico y Veracruz. En marzo de 1799 dejó Veracruz y el 15 de mayo arribó a Santoña.
En 1802 se encontraba operando en Montevideo en escolta de la corbeta Descubierta. El 9 de agosto zarpó al mando del capitán de navío Francisco de Piedrola y Verdugo como capitana de la división al mando del brigadier José de Bustamante y Guerra, que, compuesta también por la Nuestra Señora de las Mercedes de 36 cañones, Fama de 34 cañones al mando del capitán de navío Miguel Zapiain y Santa Clara de 40 cañones al mando del capitán de fragata Diego Aleson, tenía por misión transportar caudales públicos y privados a España, en total 4 736 153 pesos, de los cuales, un millón y medio, correspondían al erario.

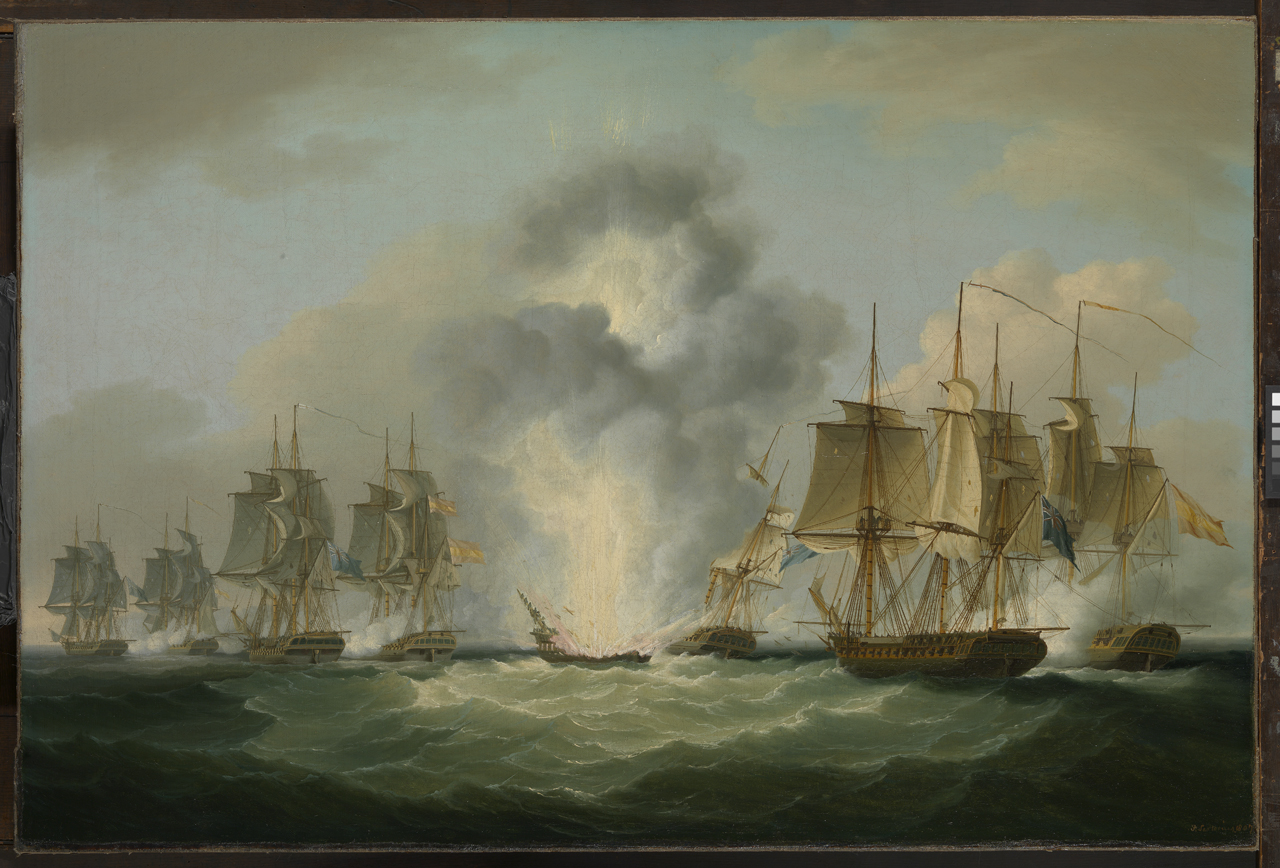
Batalla del Cabo de Santa María

El 5 de octubre la división fue detenida frente al cabo de Santa María, en la costa portuguesa del Algarve, por una escuadra británica al mando del comodoro Graham Moore compuesta de la Indefatigable (insignia), Lively, Amphion y Medusa.
Moore envió un bote a parlamentar con la Medea, pero viendo que se demoraba lo mandó llamar con un cañonazo y como respuesta abrieron fuego las demás fragatas inglesas. Al poco tiempo la Mercedes explotó mientras las demás intentaban dispersarse sin éxito.
La Medea tenía una tripulación de 279 hombres y entre sus pasajeros se encontraban el Mayor General Diego de Alvear y su hijo mayor Carlos María de Alvear, en ese entonces cadete del Regimiento de Dragones de Buenos Aires. La Medea tuvo 2 muertos y 10 heridos tras solo media hora de combate y una vez apresada fue transportada con las demás al puerto de Gosport en Inglaterra.

### Imperieuse
La Medea fue rebautizada primero como HMS Iphigenia y desde el 3 de diciembre de 1805 con el nombre Imperieuse y tras ser reparada en los astilleros de Portsmouth, al mando de Lord Thomas Alexander Cochrane en junio de 1806 fue destinada al bloqueo y vigilancia de los puertos franceses de Gascuña, pasando luego al Mar Mediterráneo.
El 7 de enero de 1807 Cochrane informaba del exitoso ataque encabezado por el teniente David Mapleton sobre el fuerte de Roquette (bahía de Arcachón) y de la destrucción o captura de quince buques.

El 12 de septiembre de 1807 salió de Spithead, Hampshire, protegiendo un convoy comercial y se enfrentó a un navío maltés. Luego atacó a un barco turco frente al puerto de Valona en las costas de Dalmacia y en los primeros cuatro meses de 1808 atacó el tráfico hispano francés en las costas de Cataluña e islas Baleares. El 13 de abril bombardeó y demolió una barraca en Ciudadela, Menorca.
Iniciada la guerra de Independencia española, en julio de 1808 auxilió a la sitiada Gerona. En esa oportunidad, el 31 de julio infantes de marina de la Imperieuse tomaron por asalto el pequeño castillo de Mongat (o Mongal), que dominaba la carretera que une Barcelona con Gerona, capturando a dos oficiales y sesenta y siete hombres y desmantelando las defensas.
En septiembre de 1808 destruyó las estaciones de señales francesas situadas a lo largo de las costas del Golfo de León, obligándolos a retirar cerca de 2000 hombres desde la fortaleza de Figueras para proteger sus costas.
Entre el 13 y el 15 de noviembre bombardeó Barcelona y el castillo de Montjuic, sufriendo serios daños por el fuego de las baterías de la fortaleza.
El 22 de noviembre se dirigió al Golfo de Rosas, entrando en la bahía para ayudar en la defensa de la fortaleza de la Trinidad que estaba siendo atacada por un ejército italiano al servicio de los franceses. Cochrane desembarcó 50 marineros y 30 infantes de marina para reforzar a la escasa guarnición española y sus defensas y cuando el día 30 los franceses iniciaron el asalto final con cerca de mil hombres, fueron rechazados.
Viendo la imposibilidad de resistir más tiempo, a comienzos de diciembre reembarcar a sus marinos en los botes de la Imperieuse y de otras dos fragatas que se le habían unido, la Magnificent y la HMS Fama.

#### Batalla de la Rada Vasca

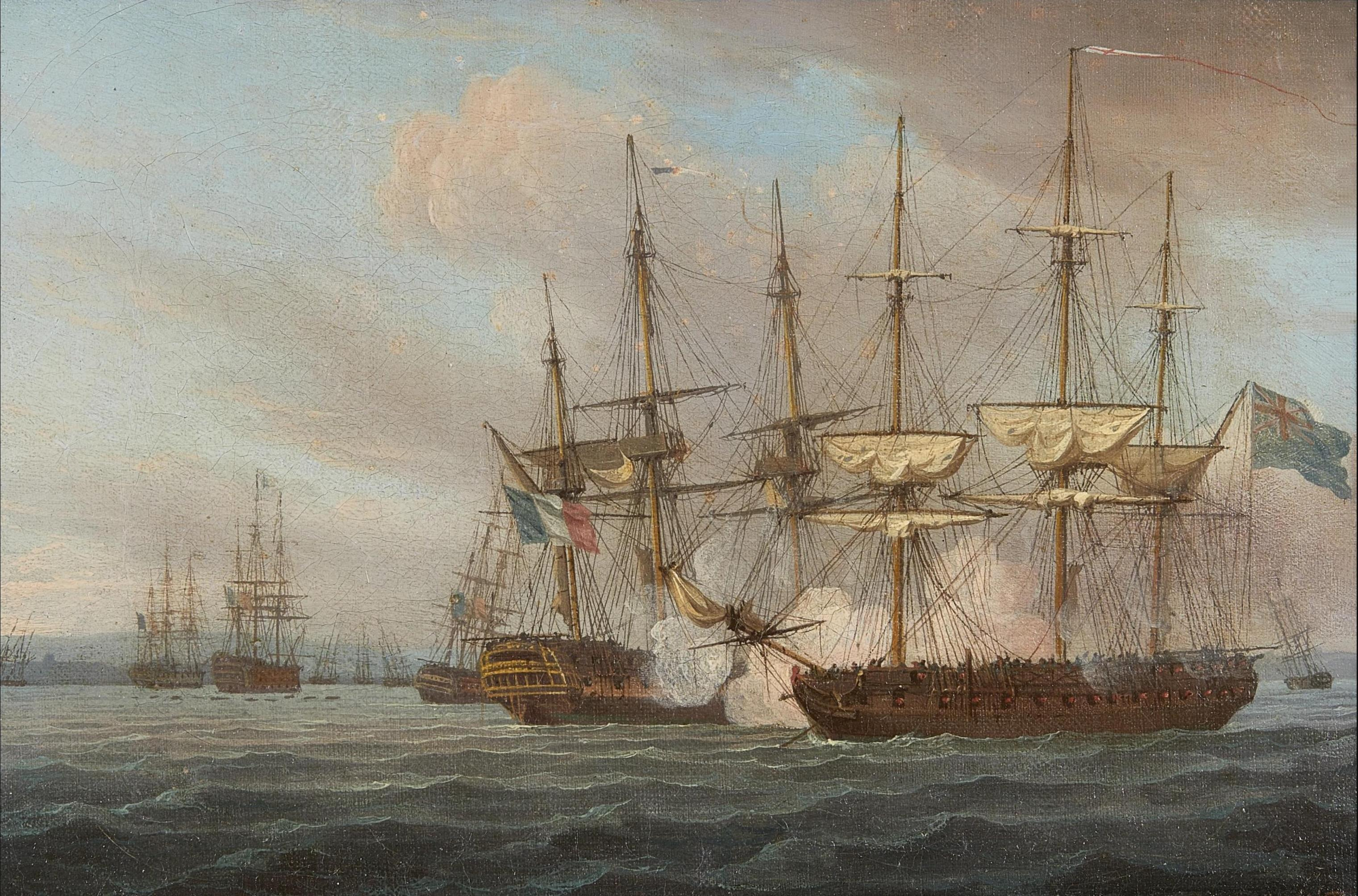
Destrucción de la flota francesa en la Rada Vasca

Batalla de la Rada Vasca, situación antes del ataque del 11 de abril

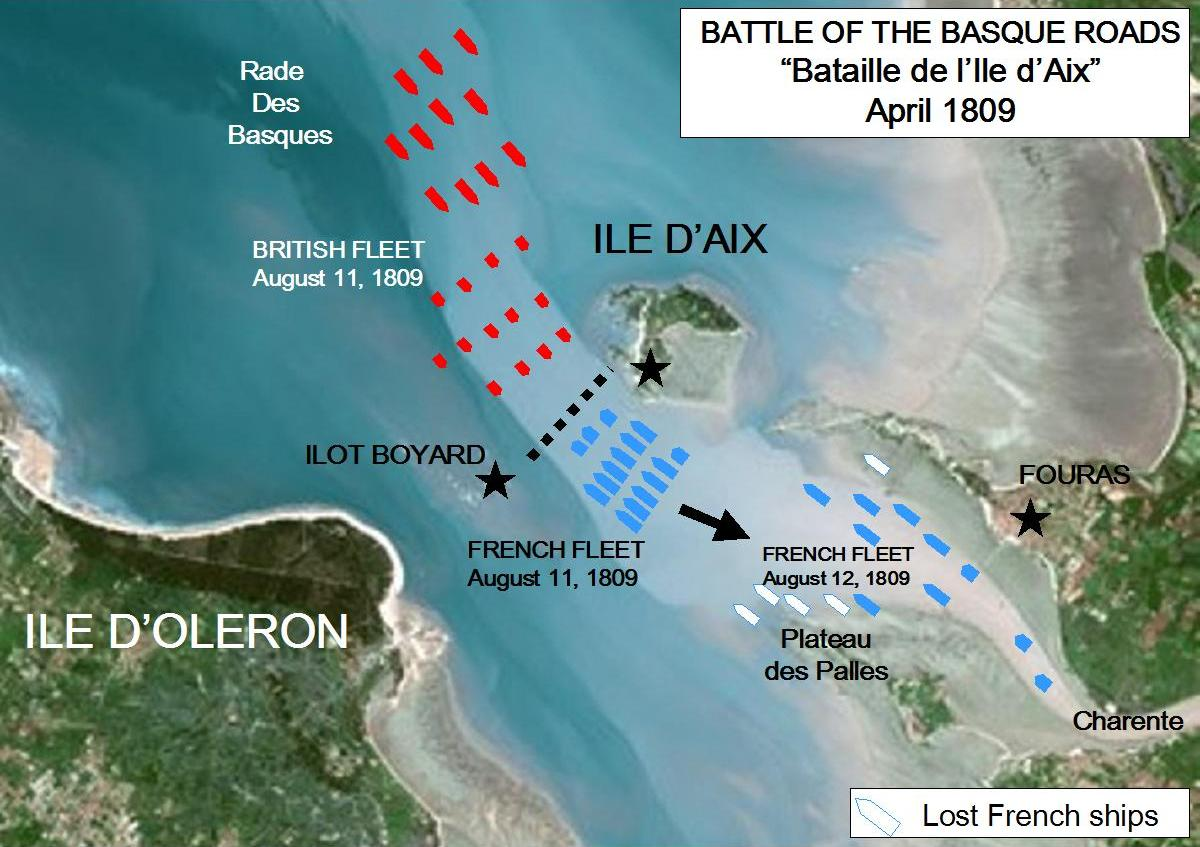
Batalla de la Rada Vasca

El 2 de enero de 1809 operó en la rada de Cadaqués capturando dos goletas de guerra francesas y dispersando un convoy, tras lo que retornó a Plymouth.
Allí fue destinada a la división naval que al mando del almirante Lord James Gambier tenía bloqueada una escuadra francesa al mando de Zacharie Allemand en la llamada Rada Vasca, frente a Charente, en el golfo de Viscaya. Cochrane encabezaba una escuadra de refuerzo y transportes y tenía órdenes de forzar la rada con brulotes y cohetes para asegurar la destrucción de la flota enemiga.
El 3 de abril de 1809 arribó a su destino y el día 11 ancló en las proximidades del bajo de Boyard, junto a las fragatas Aigle de 36 cañones, al mando del capitán George Wolfe, Unicorn de 36 cañones, al mando del capitán Lucius Hardyman y Pallas de 32 cañones, al mando de G.F.Seymour, todas de su división. A las 20:30 Cochrane encabezó un ataque: tres viejos buques cargados con 1500 barriles de pólvora y miles de granadas acompañaban a pequeños brulotes encargados de incendiar las barreras y los buques franceses.
A tres cuartos de milla de la línea francesa se encendieron las mechas y al ver rota la barrera defensiva flotante trece navíos franceses cortaron sus cables de anclaje intentando escapar y vararon. Solo el navío Foudroyant se mantuvo en su puesto disparando contra los británicos.
Ante la baja en la marea, Cochrane suspendió el ataque y aconsejó a Lord Gambier que dada la situación de indefensión de la flota enemiga la atacara sin darle tiempo de reponerse pero el almirante decidió fondear su flota a seis millas de la entrada y no actuar.
Durante las siguientes dos horas Cochrane envió tres mensajes a Lord Gambier urgiéndolo a actuar ante la manifiesta indefensión de las naves enemigas pero no tuvo respuesta.
A las 13:30 horas del día 12 Cochrane levó anclas con la Imperieuse y acompañado por los bergantines Insolent de 14 cañones, al mando del teniente John Row Morris, Growler de 12 cañones, al mando del teniente Richard Crossman y Conflict de 12 cañones, al mando del teniente Joseph B.Batt), se lanzó sobre la flota francesa enviando a su almirante el mensaje de que "Los buques enemigos están desplegando velas para salir, son superiores a los nuestros, estamos en peligro y requerimos asistencia inmediata."
A las 14:00 la Imperieuse abrió fuego desde corta distancia sobre las francesas Calcutta, Aquilón y Varsovia, manteniendo el combate hasta que hora y media después se sumaban refuerzos encabezados por la fragata de 38 cañones Indefatigable al mando del John Tremaine Rodd forzando a rendirse a sus adversarios, tras lo que el destrozado Calcuta fue volado por un guardiamarina de la Imperieuse.
En la mañana del 13 siguiente, Cochrane propuso al capitán Rodd del Indefatigable atacar al navío francés Ocean. Cuando Rodd se rehusó hasta contar con órdenes de Gambier, Cochrane atacó con la Imperieuse, acompañado de la fragata Pallas y los bergantines y cañoneros Beagle, Ætna, Conflict, Fervent, Growler, Contest y Encouter y los cutters Nimrod y King George. Tras adentrarse por el canal de Mamusson lo más que pudo, envió una fuerza sutil contra los navíos franceses Ocean, Régulus e Indienne.
En el combate sufrió tres marineros muertos y doce heridos, entre ellos el asistente del cirujano.
A las 9 de la mañana del día 14 el capitán Wolfe del Aigle llegó con órdenes del almirante para sustituir en el mando a Cochrane, quien debía regresar de inmediato a su patria. Al siguiente día el Imperieuse partió a Inglaterra al mando del capitán Sir Harry Neale con despachos de Lord Gambier.

### Últimos años
En junio de 1809 asumió el mando del capitán Thomas Garth. Durante la Expedición Walcheren transportó al frente al regimiento n.º 71 Highlanders y tras participar de las operaciones sobre Flesinga, el 16 de agosto de 1809 mientras seguía a su división río arriba por el Escalda entró por error al río Terneuse, quedando expuesto al fuego de la batería de Terneuzen (Holanda). El Imperieuse devolvió el fuego y un impacto de sus carronadas acertó al depósito de pólvora e hizo volar la batería enemiga.
En febrero de 1810, al mando del capitán George Cockburn, operó en bahía Quiberon en apoyo de los intentos de liberar a Fernando VII de España, prisionero de Napoléon en Valencay. Al mando de Garth el 27 de junio de 1810 zarpó de Portsmouth rumbo al Mediterráneo en apoyo de los patriotas españoles, regresando a sus bases en septiembre.
Al mando del capitán Henry Duncan (1786–1835) sirvió en aguas del Mediterráneo oriental. Operando entre Toulon y Trípoli, logró apoderarse de un gran número de barcos mercantes franceses. En un raid sobre la costa del noroeste de Italia, Duncan logró capturar numerosos barcos y destruir grandes cantidades de suministros en puertos fortificados enemigos.
Entre el 19 y el 25 de octubre de 1811, junto a la fragata Thames (32 cañones, Charles Elers Napier) y tropas del Regimiento n.º 62, participó de la captura y destrucción del fuerte en la bahía de Palinuro en Calabria.
En junio de 1812 junto al Eclair, Leviathan y Curacao atacaron un convoy que se formaba en Languillia y Alassio. En la acción sufrió 4 muertos y 11 heridos. El 17 de agosto mantuvo en Nápoles un combate con el navío de 74 cañones Joachim.
Al pasar al puerto de Mahón para efectuar reparaciones, se ofreció a Duncan el mando de otras dos fragatas pero Duncan, acompañando una carta de su tripulación, solicitó no ser trasladado a menos que se incluyera a aquella. Permaneció al mando del Imperieuse y de una escuadrilla de 3 fragatas y 2 bergantines enviada en abril de 1813 contra el Reino de Nápoles.
Al mando del capitán Philip Dumaresq el 31 de agosto de 1813 capturó al corsario L'Audacieux. En 1814 asumió el mando el capitán Joseph James pero al siguiente año fue retirado del servicio y estacionado en Sheerness.
En marzo de 1818 se iniciaron los trabajos para adaptarla al servicio como lazareto y en mayo comenzó a cumplir esas funciones en Sheerness y desde 1834 en Standgate Creek. El 10 de septiembre de 1838 fue vendida John Small Sedger, de Sheerness, en la suma de £1705.